# Theodor König
Theodor Henricus König (* 21. November 1825 in Cappenberg bei Lünen (Bauerschaft Uebbenhagen); † 27. Mai 1891 in Beeck bei Duisburg) war ein deutscher Bierbrauer und Unternehmer, der die König-Brauerei gründete.

## Leben und Wirken
König wuchs in einer katholischen Familie als Sohn eines wohlhabenden Landwirts in Cappenberg (auf Dahlkamps Hof) auf. Er arbeitete zunächst wie sein Vater in der Landwirtschaft, bis er sich 1850 entschloss, das Brauhandwerk zu erlernen. Eine längere Wanderschaft führte ihn unter anderem nach Bayern und Österreich, wo er in verschiedenen Brauereien Erfahrungen sammelte. Um 1855 beendete er seine Wanderschaft und ließ sich im niederrheinischen Beeck nieder, wo er eine Stelle in einer Hausbrauerei annahm.
Einige Jahre später wagte er den Schritt in die Selbständigkeit und bewarb sich um eine Konzession zur Errichtung einer Brauerei und Mälzerei bei der dafür zuständigen preußischen Bezirksregierung Düsseldorf. Im September 1858 erhielt er die Konzession und ließ seine Brauerei unter der Firma Bairische Bierbrauerei Theodor König, Beeck bei Ruhrort ins Handelsregister eintragen. Der Namenszusatz bairisch deutet darauf hin, dass Theodor König offenbar plante, sein Bier nicht nach der damals am Niederrhein vorherrschenden obergärigen, sondern nach der vor allem in Bayern verbreiteten untergärigen Brauart herzustellen.
Ende 1858 brachte er das erste Bier auf den Markt. Er verkaufte es zunächst nur im näheren Umkreis sowie in seiner der Brauerei angeschlossenen Gaststätte. Bereits nach wenigen Jahren belieferte König dann darüber hinaus die im Rahmen der Industrialisierung rasch wachsenden Nachbargemeinden Meiderich, Ruhrort und Hamborn. Während der Bierausstoß im ersten Jahr noch bei 200 Hektolitern lag, wuchs er bis 1878 auf 4.600 Hektoliter an und betrug zu Theodor Königs Tod im Jahre 1891 rund 15.000 Hektoliter. Einen sprunghaften Aufstieg erlebte das Unternehmen gegen Ende der 1870er Jahre, als moderne Brautechnik zum Einsatz kam (leistungsfähigere Kühlmaschinen, Dampfbetrieb).
Nach dem Tod von Theodor König übernahmen 1891 dessen Söhne Leo (1860–1943) und Hermann (1862–1945) die Leitung des Unternehmens, das erst in eine Offene Handelsgesellschaft und dann 1898 in eine Aktiengesellschaft umgewandelt wurde. Das Unternehmen war jetzt zwar an der Berliner Börse notiert, jedoch blieben die Aktien überwiegend im Familienbesitz.
König war in erster Ehe (1858) mit Katharina Hövelmann (1838–73) aus Hamborn verheiratet. Aus der Ehe gingen vier Kinder hervor: Leo, Hermann, Heinrich und Theodor Paul.
Die Theodor-König-Gesamtschule in Duisburg-Beeck wurde zu seinen Ehren nach ihm benannt.